# Petronas

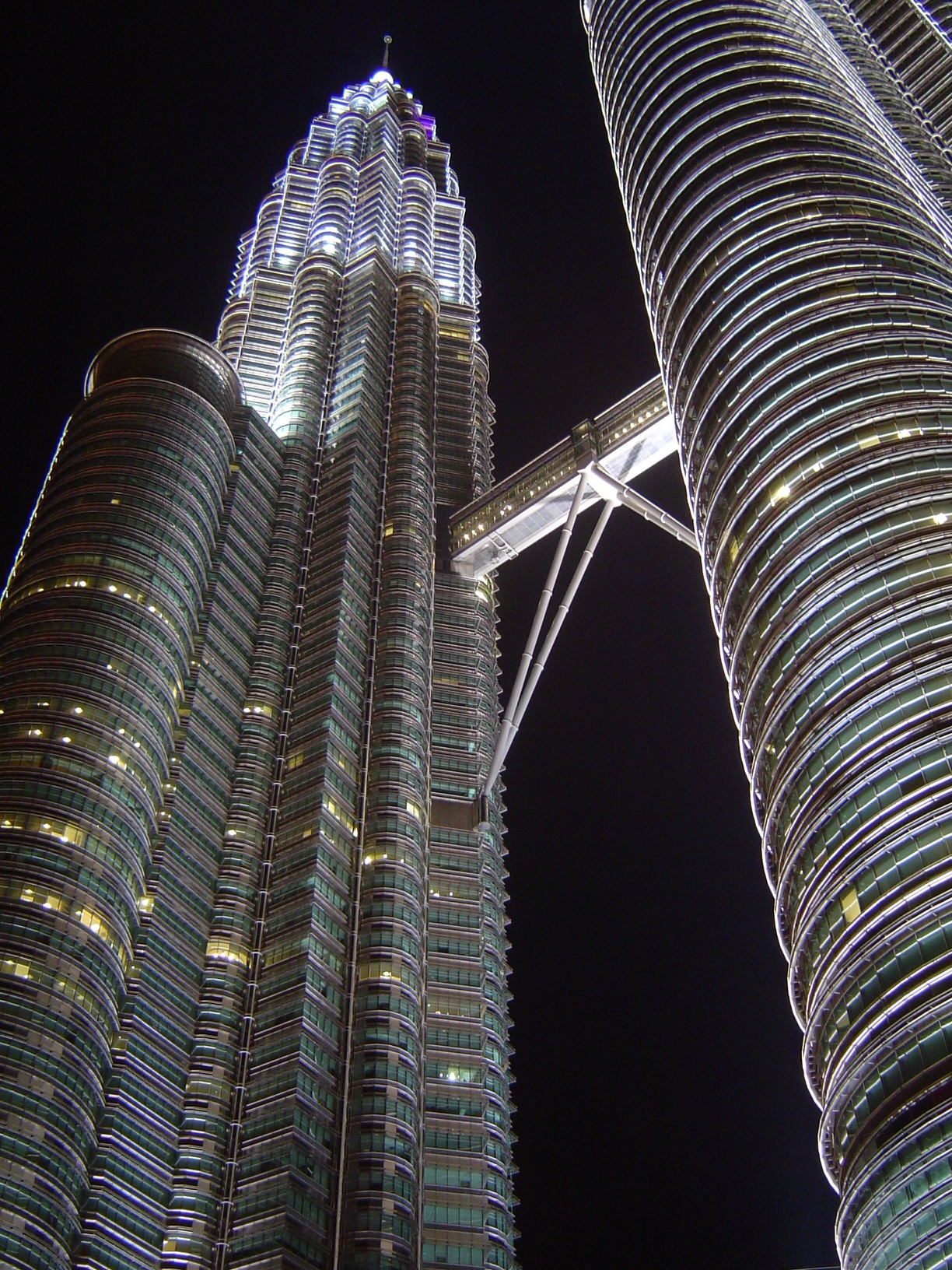
Torres Petronas a Kuala Lumpur (Malàisia), seu de l'empresa.

Petronas és el nom curt per Petroliam Nasional Berhad que és la companyia de petroli i gas de Malàisia, propietat de l'Estat, fundada el 14 d'agost de 1974. Petronas és propietària de 103 subsidiàries i és parcialment propietària d'altres 19, a més està associada amb 55 companyies. Juntes, aquestes companyies formen el Petronas Group, que està involucrat en diverses activitats basades en petroli i gas.
El 1998, Petronas va inaugurar les Torres Petronas, la nova seu de l'empresa, que durant un temps van ser els edificis més alts del món, amb disseny de l'arquitecte César Pelli. La construcció d'aquesta obra va tenir raons econòmiques i polítiques, ja que va permetre que Malàisia i la seva capital prenguessin més prestigi davant el món.
Petronas és un dels principals anunciants de l'equip de Fórmula 1 BMW Sauber, i també el seu proveïdor de lubricants i combustibles. També posseeix el 40% de Sauber Petronas Engineering, l'empresa que construeix els xassís de l'equip que utilitzen motors fabricats per Ferrari. Petronas és també el principal anunciant del Gran Premi de Malàisia, i està entre els principals anunciants del Gran Premi de la Xina.